# 薩瑪 (蘇非主義)

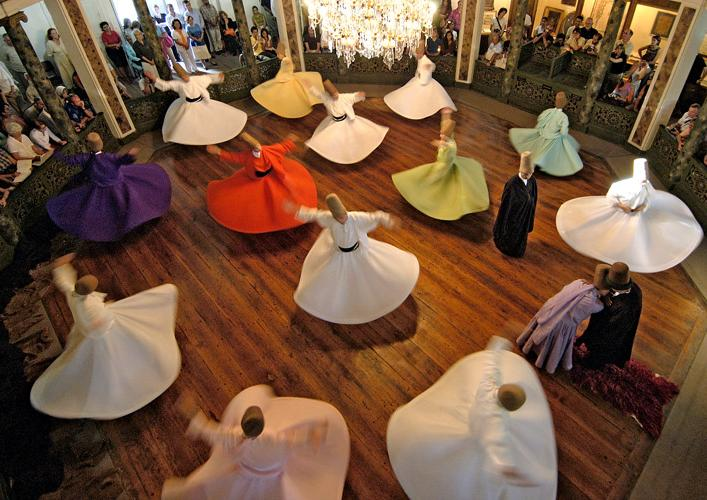

薩瑪，是伊斯蘭教蘇菲派的儀式，信徒身穿象徵性的服裝，一面低念誦歌一面跳舞。目的旨在出神接近真主。
在伊斯蘭世界各地也有此儀式，以土耳其的梅夫拉維教團最有名。